# هنري سميث وليامز
هنري سميث وليامز (بالإنجليزية: Henry Smith Williams)‏ هو مؤرخ ومؤلف أمريكي، ولد في 1863، وتوفي في 1943.